# Oğuz Atay
Oğuz Atay (* 12. Oktober 1934 in İnebolu; † 13. Dezember 1977 in Istanbul) war ein türkischer Schriftsteller.

## Leben

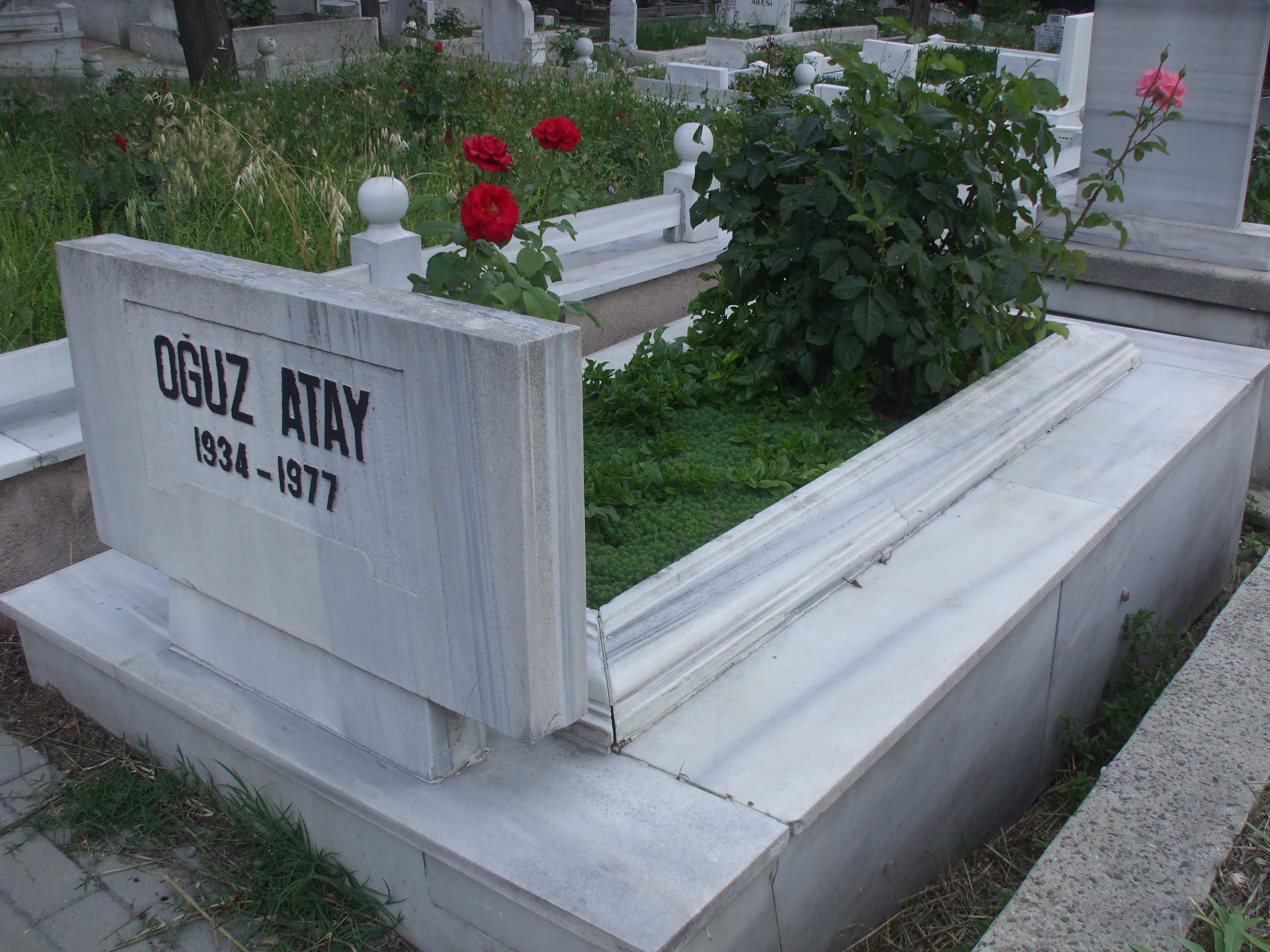
Atays Grab

Oğuz Atays Vater war Richter, seine Mutter Lehrerin in einer Provinzstadt im Norden der Türkei. Er besuchte in Ankara das Gymnasium bis 1951 und studierte nach seinem Wehrdienst Bauingenieurwesen an der Technischen Universität Istanbul. Nach dem Abschluss 1957 eröffnete er eine Baufirma, die fehlschlug. 1960 fand er eine Anstellung an der Technischen Universität und erhielt dort 1970 eine Assistenzprofessur. 
1972 erschien Atays erster Roman Die Haltlosen („Tutunamayanlar“), ein Jahr darauf Gefährliche Spiele („Tehlikeli Oyunlar“). Für „Tutunamayanlar“ erhielt er 1970 einen Literaturpreis des türkischen Rundfunks TRT, also schon vor der Veröffentlichung. Gleichwohl wurde der Roman erst in einer Neuauflage 1984 nach dem Ableben des Autors zu einem Bestseller in der Türkei. Der Text sträubt sich gegen eine Übersetzung in andere Sprachen und auch andere Romane Atays sind noch nicht übersetzt. Der biografische Roman Bir Bilim Adamının Romanı über Mustafa Inan ist die erste Übersetzung eines größeren Werkes ins Deutsche.

## Schriften
- Topoğrafya. İ.D.M.M.A. Akşam İnşaat Bölümü Örgütü, İstanbul 1970, (Ein Lehrbuch der Topografie).
- Die Haltlosen. Aus dem Türkischen von Johannes Neuner. binooki, Berlin 2016, ISBN 978-3-943562-55-2 (Tutunamayanlar. Roman. Sinan Yayınevi, İstanbul 1972).
- Der Mathematiker. (Roman). Aus dem Türkischen von Monika Carbe. Nachwort von Gürsel Aytaç. Unionsverlag, Zürich 2008 (Türkische Bibliothek), ISBN 978-3-293-10016-9 (Bir bilim adamının romanı. Mustafa İnan. Bilgi Yayınevi, Ankara u. a. 1975).
- Warten auf die Angst. 8 Erzählungen. Aus dem Türkischen von Recai Hallaç. binooki, Berlin 2012, ISBN 978-3-943562-00-2 (Korkuyu Beklerken. May Yayınları, İstanbul 1975).
- Oyunlarla Yaşayanlar. Boğaziçi Üniversitesi oyuncuları, İstanbul 1985, (Theaterstück).
- Günlük. İletişim, İstanbul 1987, (Tagebuch).
- Eylembilim. İletişim, İstanbul 1998, ISBN 975-470-699-9 (nicht abgeschlossen).
- Die Bahnerzähler – ein Traum. In: Beatrix Caner (Herausgeberin und Übersetzerin): Alles Blaue, alles Grüne dieser Welt. Türkische Erzählungen (= dtv. 13698). Deutscher Taschenbuch-Verlag, München 2008, ISBN 978-3-423-13698-3, S. 7–21.